# Paràbola del banquet de noces

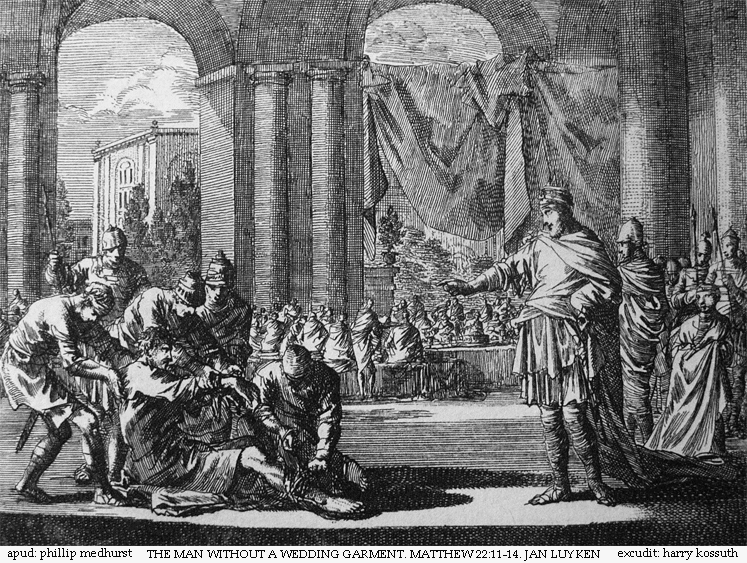
Representació del passatge per Jan Lukyen

La paràbola del banquet de noces és una història narrada per Jesús als evangelis (Mt 22:14 i Lc 14:15)

## Argument
Un rei convidà al casament del seu fill als governants veïns i persones més riques del seu país però aquests no vingueren o bé abusaren del convit. Enfadat, ordenà als seus servents que busquessin pels camins com més convidats millor, fins a omplir la taula. Vingué gent de tota condició però el rei es fixà en un que no anava vestit per a l'ocasió i l'expulsà del banquet a la negra nit

## Anàlisi
El banquet de noces és una al·legoria del regne de Déu, on es convida tothom i no solament els que primer havien estat escollits (els jueus), ja que aquests no sempre es mostren dignes. La paràbola indica doncs, que el missatge de Crist inclou els gentils, una polèmica recurrent als primers temps del crisitianisme. La comparació amb el casament es dona també a la paràbola de les deu verges. Els convidats són gent diversa de condició, inclosos els pobres, i no solament els rics inicials.
Però malgrat que la invitació és universal, no tothom està preparat, com l'home que no porta el vestit adequat, i aquests són expulsats de la festa (el Cel). El vestit ha suposat diverses interpretacions, per a Agustí d'Hipona simbolitzava l'amor i per a Calví les bones obres, indestriables de la fe. S'ha d'estar sempre a punt (vestit) per a l'ocasió (casament o salvació).